# Max Schreyer

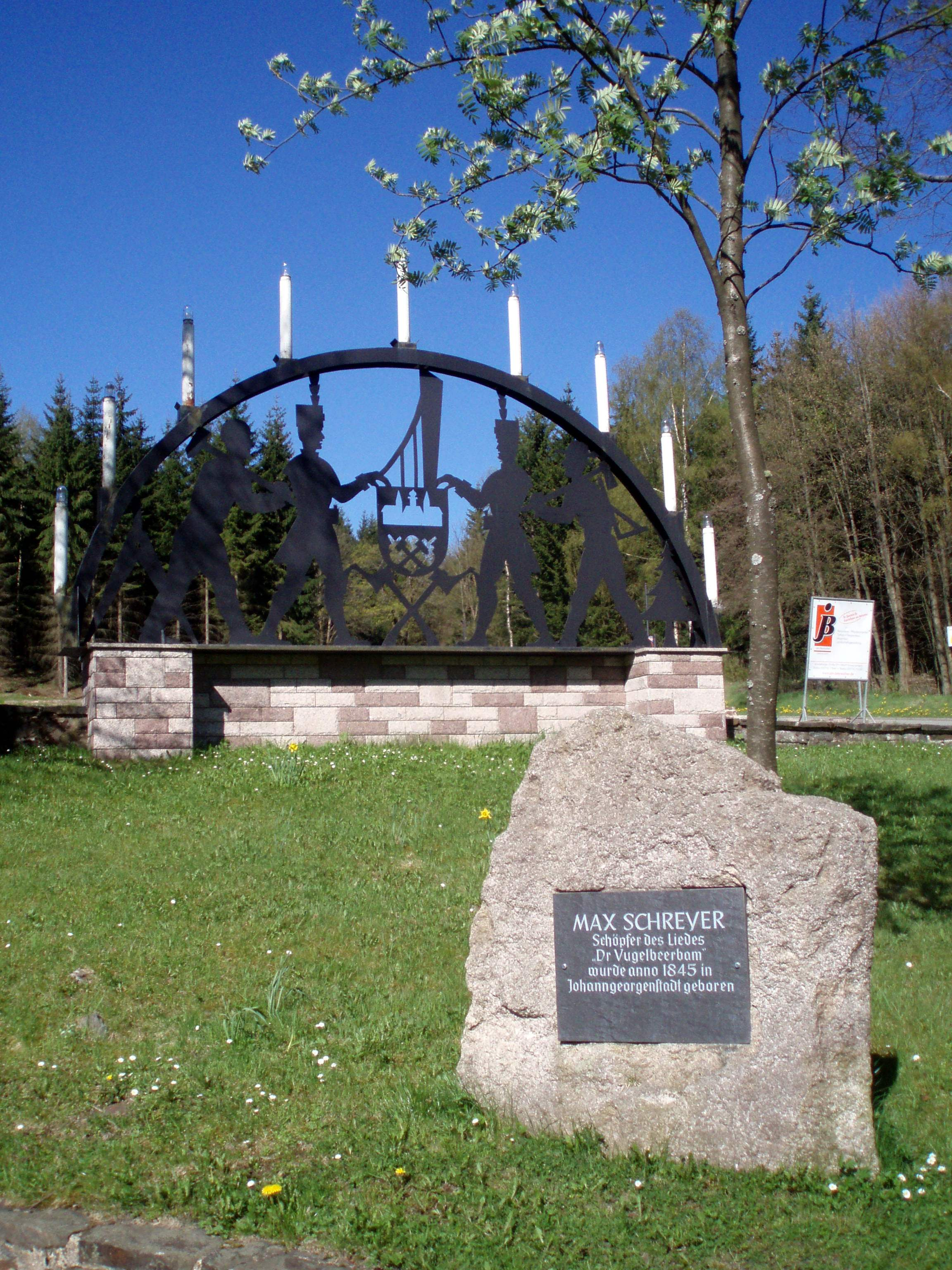
Untrennbar: Dr Vugelbeerbaam und Max Schreyer – Gedenkstein im Geburtsort Johanngeorgenstadt

August Max Schreyer (* 7. September 1845 in Johanngeorgenstadt; † 27. Juli 1922 in Pulsnitz) war ein sächsischer Förster und der Dichter des Liedes Dar Vuglbärbaam.

## Leben und Wirken

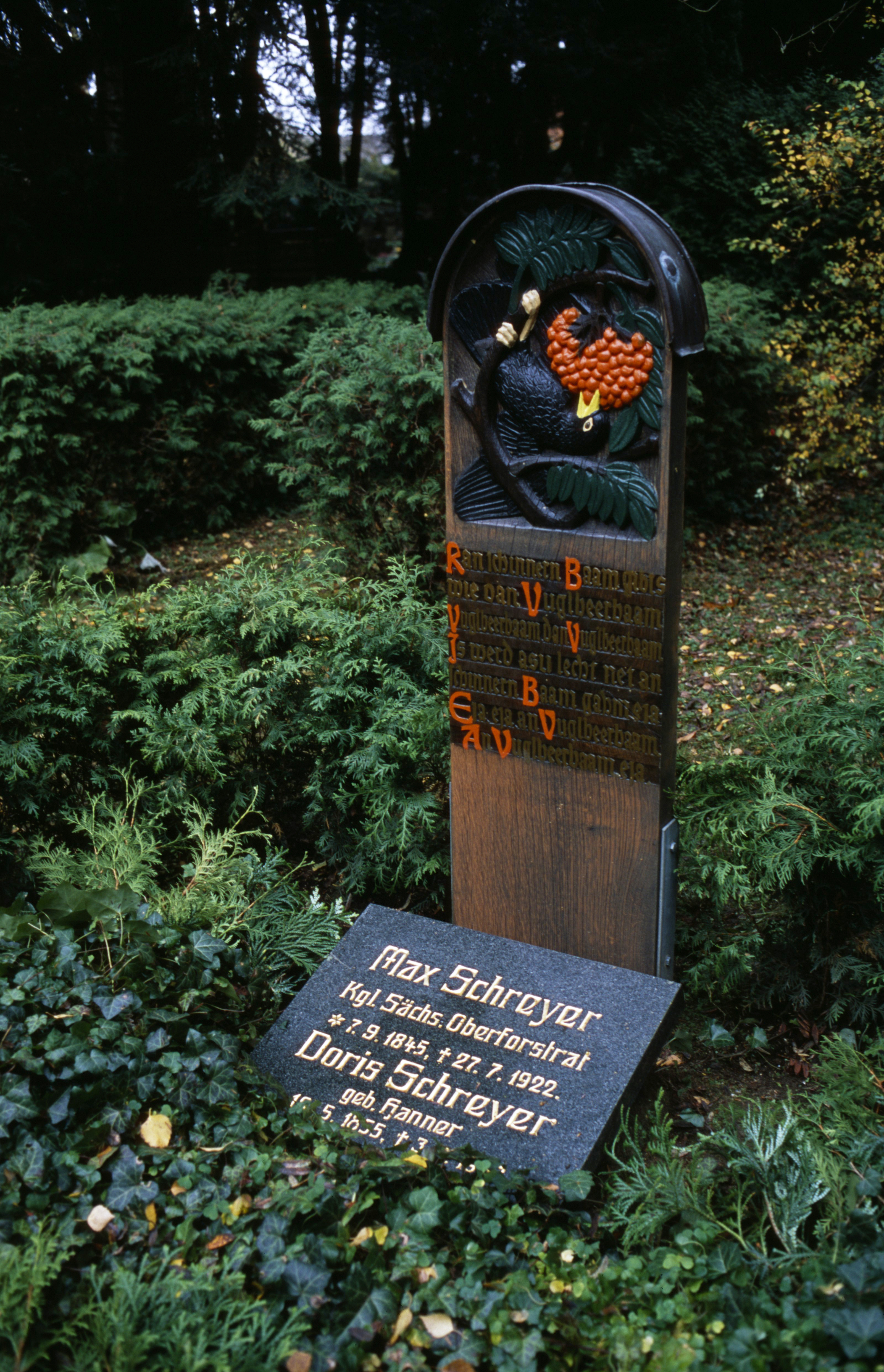
Grabmal von Max Schreyer auf dem Friedhof von Pulsnitz

August Max Schreyer wurde als viertes Kind erster Ehe des Bergrechnungsrevisors beim Bergamt und Knappschaftsschreiber Carl August Schreyer in eine Johanngeorgenstädter Bergbeamtenfamilie geboren. Das Wohnhaus seiner Eltern in der Schneeberger und späteren Bahnhofsstraße ist heute nicht mehr vorhanden. 1851 wurde er in die städtische Bürgerschule seiner Heimatstadt eingeschult, an der zu dieser Zeit auch Christian Friedrich Röder unterrichtete. Ab 1856 besuchte er die Realschule in Annaberg, von 1863 bis 1865 das Realgymnasium in Chemnitz. Nach einem Forstpraktikum in Sosa studierte er von 1866 bis 1873 an der Forstakademie in Tharandt.
Von 1873 bis 1878 wirkte Schreyer als Ratsförster der Stadt Zittau, wo er die Goldschmiedetochter Doris Hanner heiratete. Mit ihr zog er als Revierförster auf den Golk bei Diesbar. 1887 kehrte Schreyer ins Erzgebirge zurück und übernahm die Oberförsterstelle in Grünhain. An diese Zeit erinnert eine Gedenktafel auf dem Schatzenstein. Am 1. November 1893 wurde Schreyer zum Oberförster in Großpöhla berufen. Dieses Amt hatte er bis zu seiner Pensionierung im Jahr 1919 inne.
Er war dem Erzgebirge sehr verbunden und dichtete vermutlich 1887 das bekannte Volkslied Dar Vuglbärbaam.
Schreyer, der 1904 zum Forstmeister und 1917 zum Oberforstrat befördert worden war, galt als geselliger und unterhaltsamer Mensch. Neben seinem Hauptwerk schrieb Schreyer, der bereits seit seiner Studienzeit dichtete, auch Texte weiterer populärer Lieder sowie Gedichte in erzgebirgischer Mundart. Dazu gehören die Lieder Tschumperliedel, Da lusting Hammerschmiedsgselln (ursprünglich aus Österreich, s. o.), Do driebn un do draußn und  De Schwamme. Auch der Schwank Dr Hammerlieb stammt aus seiner Feder.
Seine letzten Lebensjahre verbrachte Schreyer bei seiner Tochter in Pulsnitz. Auf seiner Grabstätte, die heute unter Denkmalschutz steht, wurde ihm eine Vogelbeere gepflanzt.
Aus Anlass des 100. Jubiläums seines bekanntesten Liedes wurde ihm 100 Jahre nach seinem Dienstantritt in seinem einstigen Forstrevier auf dem Gipfel des Schatzensteins bei Elterlein eine Gedenktafel in den Fels eingebracht. Auch in seiner Geburtsstadt Johanngeorgenstadt erinnert ein Gedenkstein auf dem Marktplatz an den Erzgebirgsdichter.